# Gerhard Haszprunar
Gerhard Haszprunar (Wenen, 25 februari 1957) is een Oostenrijks zoöloog, malacoloog en professor aan de Ludwig Maximilians-Universiteit in München.  Sinds 1995 is hij tevens directeur van de Zoologische Staatssammlung München (ZSM) en sinds 2006 ook van de Staatliche Naturwissenschaftliche Sammlungen Bayerns (SNSB).
Haszprunar behaalde zijn Abitur in 1975 aan het Kollegium Kalksburg.  Na zijn militaire dienst studeerde hij van 1976 tot 1982 biologie aan de Universiteit van Wenen en behaalde in december 1982 de doktorstitel met de eervolle vermelding Promotio sub auspiciis praesidentis rei publicae. Haszprunar stelde in 1985, gebaseerd op nieuwe fylogenetische gezichtspunten, de Heterobranchia als nieuwe subklasse voor en verdeelde deze in de beide ondergroepen Allogastropoda en Pentaganglionata.
In 1987 ging hij in de Universiteit van Innsbruck aan de slag, waar hij in 1988 de habilitatie verwierf.
In 1995 werd hij benoemd tot professor aan de Ludwig Maximilians-Universiteit in München, een functie waaraan ook de leiding van de Zoologische Staatssammlung München (ZSM) gekoppeld is.  In de herfst van 2001 werd hij als Miller Professor uitgenodigd aan de Universiteit van Californië in Berkeley.  Sinds 2006 is hij ook directeur van de Staatliche Naturwissenschaftliche Sammlungen Bayerns (SNSB), een samenwerkingsverband tussen 11 natuurwetenschappelijke onderzoeksinstituten.
Gerhard Haszprunar is getrouwd en heeft drie kinderen.  Hij is praktiserend katholiek en schreef in 2009 een boek in de reeks Wegweisungen waarin hij een synthese aanbrengt tussen de evolutietheorie en het scheppingsgeloof.

## Onderscheidingen
- 1989: Kardinal-Innitzer-Förderungspreis voor zijn habilitatieproefschrift
- 1994: Preis van de stad Innsbruck voor Wetenschappelijk Onderzoek aan de Leopold-Franzens-Universiteit voor het project "Monoplacophora" (samen met Dr. Kurt Schaefer)
- 2001: Visiting Miller Professor aan de Universiteit van Californië in Berkeley, Department of Integrative Biology
- 2008: Österreichisches Ehrenzeichen für Wissenschaft und Kunst

## Werken
- Evolution und Schöpfung, Versuch einer Synthese (2009), EOS Verlag, 144 pp, ISBN 3830673841 en ISBN 9783830673842